# García Noblejas
García Noblejas – stacja początkowa metra w Madrycie, na linii 7. Znajduje się na granicy dzielnic Ciudad Lineal i San Blas-Canillejas, w Madrycie i zlokalizowana jest pomiędzy stacjami Ascao i Simancas. Została otwarta 17 lipca 1974.